# 1997 CA22
1997 CA22 är en asteroid i huvudbältet som upptäcktes den 13 februari 1997 av den japanska astronomen Takao Kobayashi vid Ōizumi-observatoriet.
Asteroiden har en diameter på ungefär 3 kilometer.